# فلاديمير أندرسن
فلاديمير أندرسن هو لاعب دارت دنماركي، ولد في 24 أبريل 1989.

## وصلات خارجية
- فلاديمير أندرسن على موقع DartsDatabase.co.uk (الإنجليزية)